# Nero Wolfe preso al lazo
Nero Wolfe preso al lazo (titolo originale The Rodeo Murder) pubblicato in Italia anche con il titolo "Come Volevasi Dimostrare" è la trentatreesima novella gialla di Rex Stout con Nero Wolfe protagonista.

## Storia editoriale
Il racconto fu pubblicato per la prima volta in formato libro nella raccolta Three at Wolfe's Door nel 1960 e successivamente sul numero di gennaio 1961 della rivista Argosy con il titolo The Penthouse Murder.

## Trama
Un party organizzato sull'attico di Lily Rowan include una gara di presa al lazo tra alcuni amici cowboy. Uno dei concorrenti, Cal Barrow, si ritrova derubato della propria corda; poco dopo uno dei finanziatori del rodeo viene trovato ucciso, strangolato proprio con quella corda. Barrow viene arrestato e Lily richiede l'intervento di Wolfe per scagionarlo.

### Personaggi principali
- Nero Wolfe: investigatore privato
- Archie Goodwin: assistente di Nero Wolfe e narratore di tutte le storie
- Fritz Brenner: cuoco e maggiordomo
- Saul Panzer e Fred Durkin: investigatori privati
- Lily Rowan: amica di Archie
- Cal Barrow, Mel Fox, Harvey Greve: cow-boy
- Nan Karlin, Anna Casado, Laura Jay: cow-girl
- Wade Eisler: finanziatore di rodei
- Roger Dunning: promotore di rodei
- Ellen Dunning: moglie di Roger
- Cramer: ispettore della Squadra Omicidi
- Purley Stebbins: sergente della Squadra Omicidi

## Critica
"L'attico di Lily Rowan diventa una scena del delitto quando un viscido finanziatore del rodeo viene ucciso durante una stupida gara di lancio del lazo. La signorina Rowan assume Wolfe per smascherare l'assassino. Il cast dei personaggi consiste principalmente di cowboy e cowgirl. Tutti i sospetti mentono su una cosa o sull'altra. L'indizio chiave è disponibile per il lettore attento. Suppongo che Stout volesse contrastare i personaggi che ruotano intorno al rodeo, più diretti, con i tipici personaggi newyorkesi subdoli, scortesi ed egoisti che di solito popolano i suoi libri. Stout crea qualche buona falsa pista, spingendo il lettore a preferire un certo tipo di movente, mentre Wolfe tira fuori un altro movente quasi dal nulla, il che forse non è molto leale verso il lettore. Francamente, questa è una storia noiosa."
"I primi due capitoli di The Rodeo Murder, che descrivono la gara di lancio del lazo, sono interessanti. La gara ricorda un po' la sfida degli ingredienti in Too Many Cooks. Ma la successiva indagine sull'omicidio è di routine, e per giunta con alcuni stereotipi sessisti (gli episodi di Laura Jay). [...] The Rodeo Murder fu scritto nel 1958, un anno di punta per i Western televisivi, che stavano diventando una mania a livello nazionale. Stout forse voleva trovare un argomento che facesse presa sul pubblico."

## Edizioni
- Rex Stout, Nero Wolfe in colpo di genio, traduzione di Laura Grimaldi, collana I romanzi brevi di Rex Stout (n. 11), Arnoldo Mondadori Editore, 1983,  p. 285.